# Stetten, Aargau
Stetten (schweizertyska: Schtette) är en ort och kommun i distriktet Baden i kantonen Aargau, Schweiz. Kommunen har 2 496 invånare (2023).